# Vlaamse Ruit

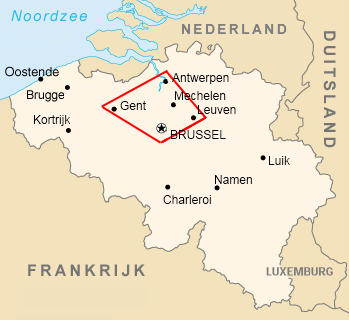
Kaart van de Vlaamse ruit binnen België

De Vlaamse Ruit behelst een stedelijk kerngebied in Vlaanderen rond en tussen de grootstedelijke gebieden van Brussel, Gent, Antwerpen en Leuven. Het gebied wordt ook wel Vlaamse diamant of Vlaamse driehoek genoemd. In deze laatste twee gevallen zonder Leuven er echt bij te rekenen.
Het gebied bestaat uit het verstedelijkte gebied tussen Brussel, Gent, Antwerpen en Leuven. In dit gebied bevinden zich ook de stedelijke gebieden van Mechelen, Sint-Niklaas en Aalst, de kleinstedelijke gebieden van Asse, Beveren, Boom, Dendermonde, Ninove, Lier, Lokeren, Sint-Katelijne-Waver, Wetteren en Willebroek. Het gebied is een van de dichtst bevolkte gebieden in Europa met ca. 820 inw./km². In totaal wonen er in het gebied ca. 4 miljoen mensen (2000). De Vlaamse Ruit heeft als economische ruggengraat de as Brussel-Antwerpen, waarbij een duidelijke complementariteit optreedt: Brussel is de dominante administratieve en tertiaire hoofdplaats; Antwerpen is de haven en het handels- en industriecentrum. Het gebied huisvest de tweede grootste haven van Europa, de haven van Antwerpen, en het bestuurlijke centrum van de EU en dat van de NAVO, te Brussel. 
Het gebied is vooral als planologisch concept van belang, door de sterke interne verwevenheid van de stedelijke economie. Dit resulteert in speciale aandacht in de Vlaamse structuurplannen.

## Kaarten

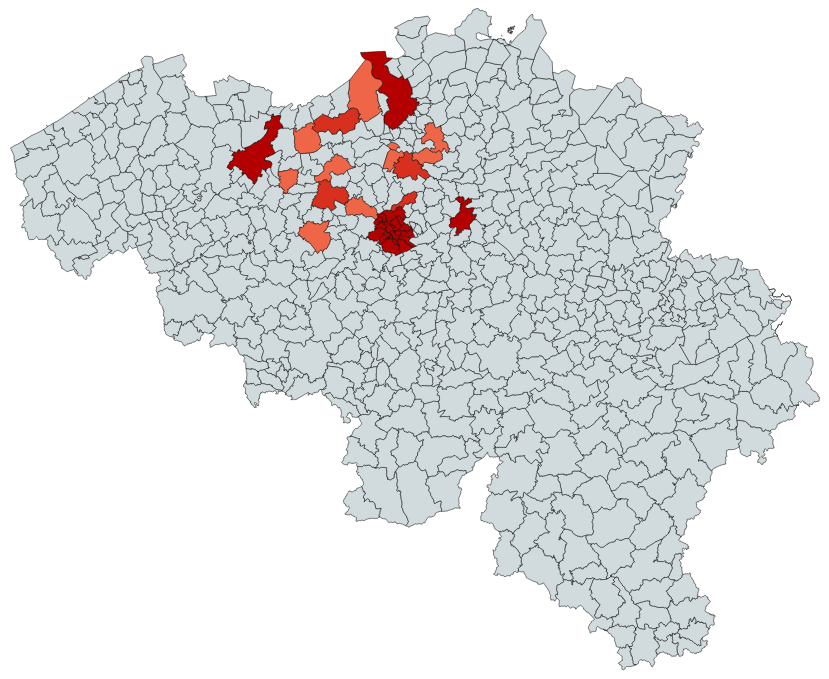
De gemeenten die vaak worden genoemd als deel van de "Vlaamse Ruit".
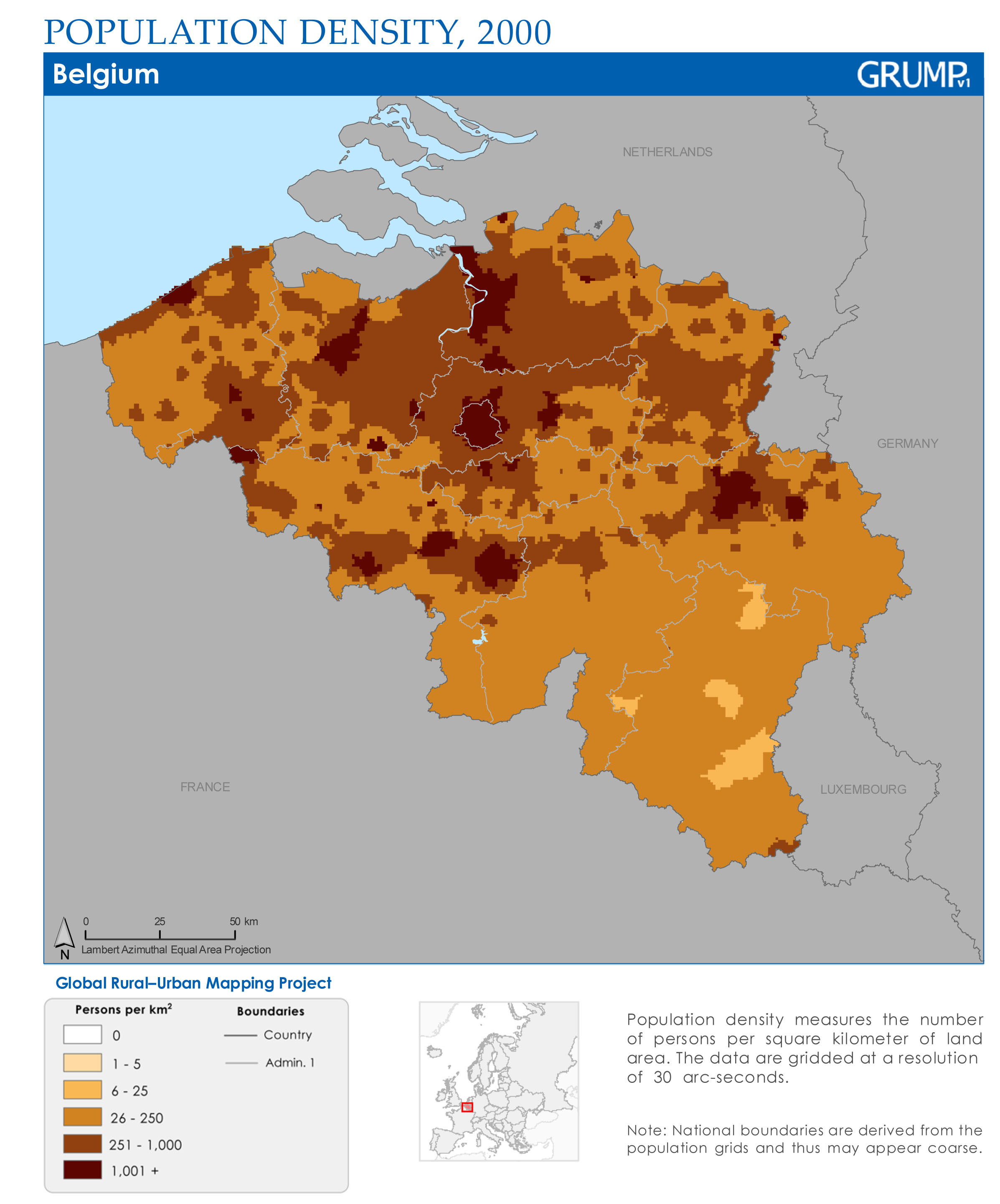
Bevolkingsdichtheid in België, de Vlaamse ruit is duidelijk te zien als een gebied met een hogere bevolkingsdichtheid.
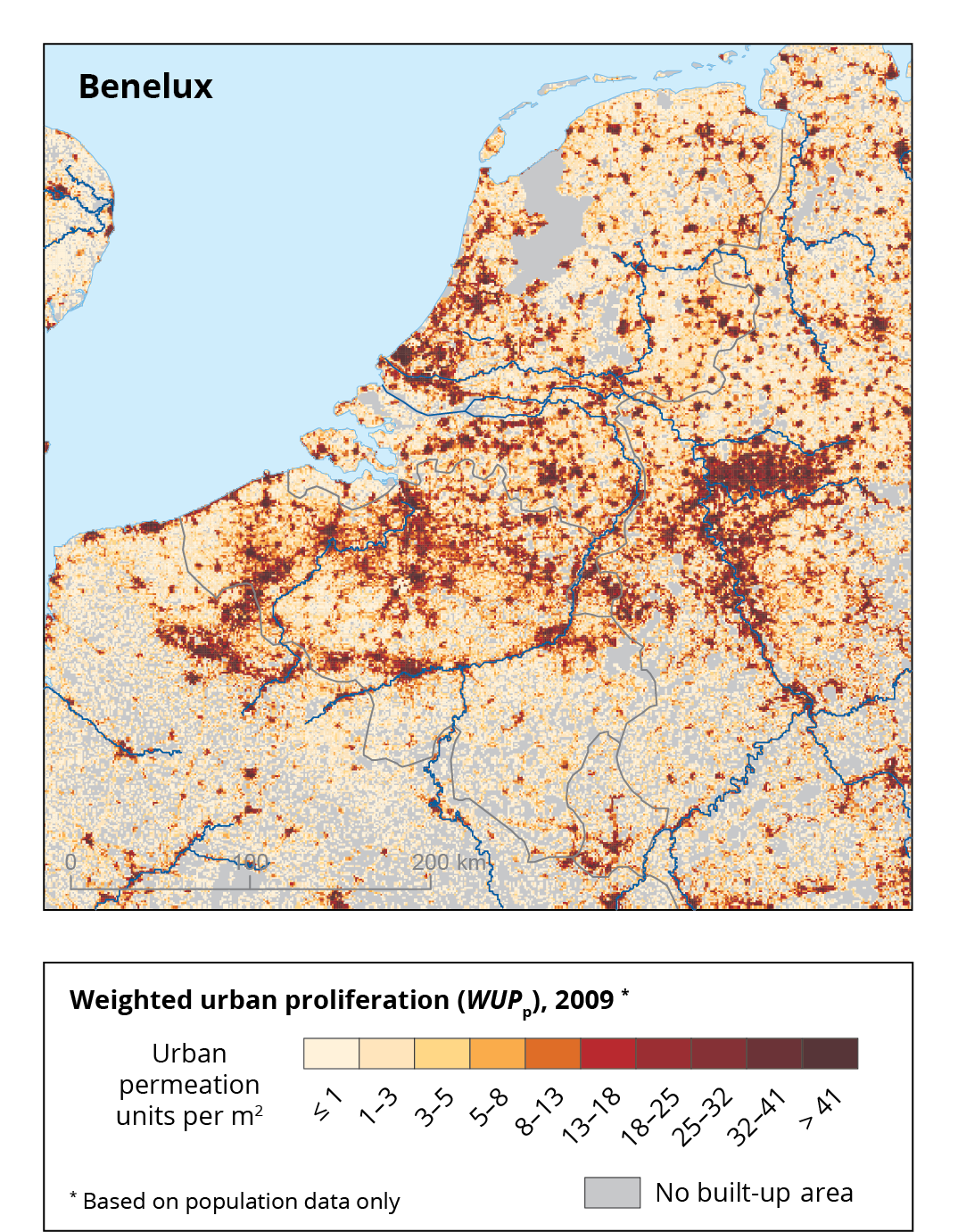
De Vlaamse ruit heeft een hoge graad van ruimtelijke versnippering of urban sprawl.